# Demodes frenata
Demodes frenata är en skalbaggsart som först beskrevs av Francis Polkinghorne Pascoe 1857.  Demodes frenata ingår i släktet Demodes och familjen långhorningar. Inga underarter finns listade i Catalogue of Life.